# Rivaliseringen mellem Malmö FF og IFK Malmö
Rivaliseringen mellem Malmö FF og IFK Malmö er et fænomen i skånsk fodbold.
Malmø-derbyet, lokalopgøret mellem MFF og Malmø-Kammeraterne, har været et lokalt derby i Skåne involveret en hård rivalisering mellem klubberne fra begyndelsen af 1910'erne til 1960'erne, hvor klubberne næsten regelmæssigt spillede mod hinanden. Historien om rivaliseringen mellem klubberne går tilbage til 1909, da BK Idrott sluttede sig til IFK Malmøs fodboldsektion, men senere brød af fra klubben i 1910 på grund af forskelle mellem klubberne, og stiftede Malmø FF.
MFF (Di Blåe) var arbejderklassens klub, med tætte bånd til Socialdemokratiet, mens Kammeraterne (Di Gule) var den borgelige middelklasses klub. 